# Lisandro Martínez
Lisandro Martínez (Gualeguay, 18 de janeiro de 1998) é um futebolista argentino que atua como zagueiro ou lateral-esquerdo. Atualmente joga no Manchester United.
Lisandro Martínez fez parte do elenco argentino campeão da Copa do Mundo FIFA de 2022, onde performou em cinco de sete partidas da competição.

## Carreira

### Início
Martínez começou aos quatro anos de idade no Club Urquiza, clube de sua cidade natal, Gualeguay, tendo depois ido com oito para Libertad, onde ficou até os 15 e terminou sua base posteriormente no Newell's Old Boys.

### Newell's Old Boy

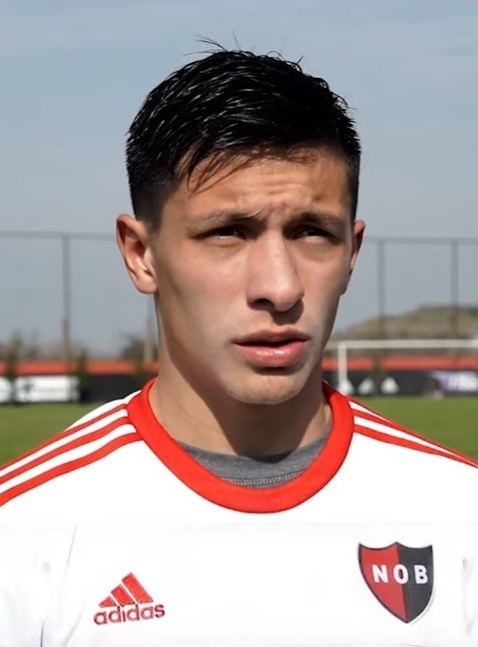
Martínez em 2016, quando atuava pelo Newell's Old Boys

Fez sua estreia pelo Newell's na derrota de 2–0 para o Godoy Cruz na temporada 2016–17, alçado por Juan Pablo Vojvoda.
Porém, fez apenas uma partida pelos rojinegros.

### Defensa y Justicia
Em agosto de 2017, foi emprestado ao modesto clube argentino Defensa y Justicia. Fez sua estreia pelo Defensa em 13 de outubro, na derrota para o San Lorenzo. Marcou seu primeiro gol pelo Defensa em sua terceira partida pelo clube, na vitória sobre o Temperley por 4–1.
Após seu bom desempenho, assinou em definitivo com o Defensa y Justicia em junho de 2018, que o levou após pagar por 50% de seus direitos econômicos.

### Ajax

#### 2019–20
Em 17 de maio de 2019, o Defensa y Justicia anunciou que havia chegado a um acordo de transferência com o Ajax por Martínez, só faltando aprovação dos exames médicos. Após o Ajax aprovar os seus exames médicos em 20 de maio, a chegada do jogador foi marcada para o dia 1 de junho. O zagueiro assinou um contrato de quatro anos, com a opção de renovação por mais um.
Não entrou em um jogo oficial até julho, embora tenha participado de amistosos contra o Quick '20 e AaB. Sua estreia foi na Supercopa Neerlandesa, no dia 27 de julho, contra o PSV Eindhoven, conquistando seu primeiro troféu depois da vitória do Ajax por 2–0 e tendo uma atuação elogiada. Foi eleito o melhor em campo em seu segundo jogo da Eredivisie, sendo uma vitória sobre o Emmen.
Martínez marcou seu primeiro gol pelo Ajax em 28 de setembro, quando abriu o placar na vitória por 2–0 sobre o Groningen, na Johan Cruijff Arena. Marcou novamente em novembro, na goleada por 4–0 sobre o Utrecht, fazendo o quarto gol da partida.

#### 2020–21
Em seu primeiro jogo oficial na temporada, Martínez marcou seu terceiro gol pelo Ajax, sendo um golaço na na vitória sobre o RKC Waalwijk, válido pela 2ª rodada da Eredivise, no dia 20 de setembro. Já no dia 24 de outubro, Martínez fez um dos gols na estrondosa goleada de 13–0 sobre o VVV-Venlo, sendo essa a maior goleada da história da Eredivisie. Na última rodada da Eredivisie, Lisandro marcou o terceiro gol da vitória por 3–1 sobre o Vitesse.

#### 2021–22
Martínez completou 100 jogos com a camisa do Ajax no dia 21 de novembro de 2021, na goleada de 5–0 sobre o RKC Waalwijk, válida pela 13ª rodada da Eredivisie. Com o bom desempenho acabou deixando o Ajax, onde, em três anos, disputou 120 partidas e marcou seis gols. O zagueiro conquistou quatro títulos com o clube holandês, como a Eredivisie e a Copa dos Países Baixos.

### Manchester United

#### 2022–23

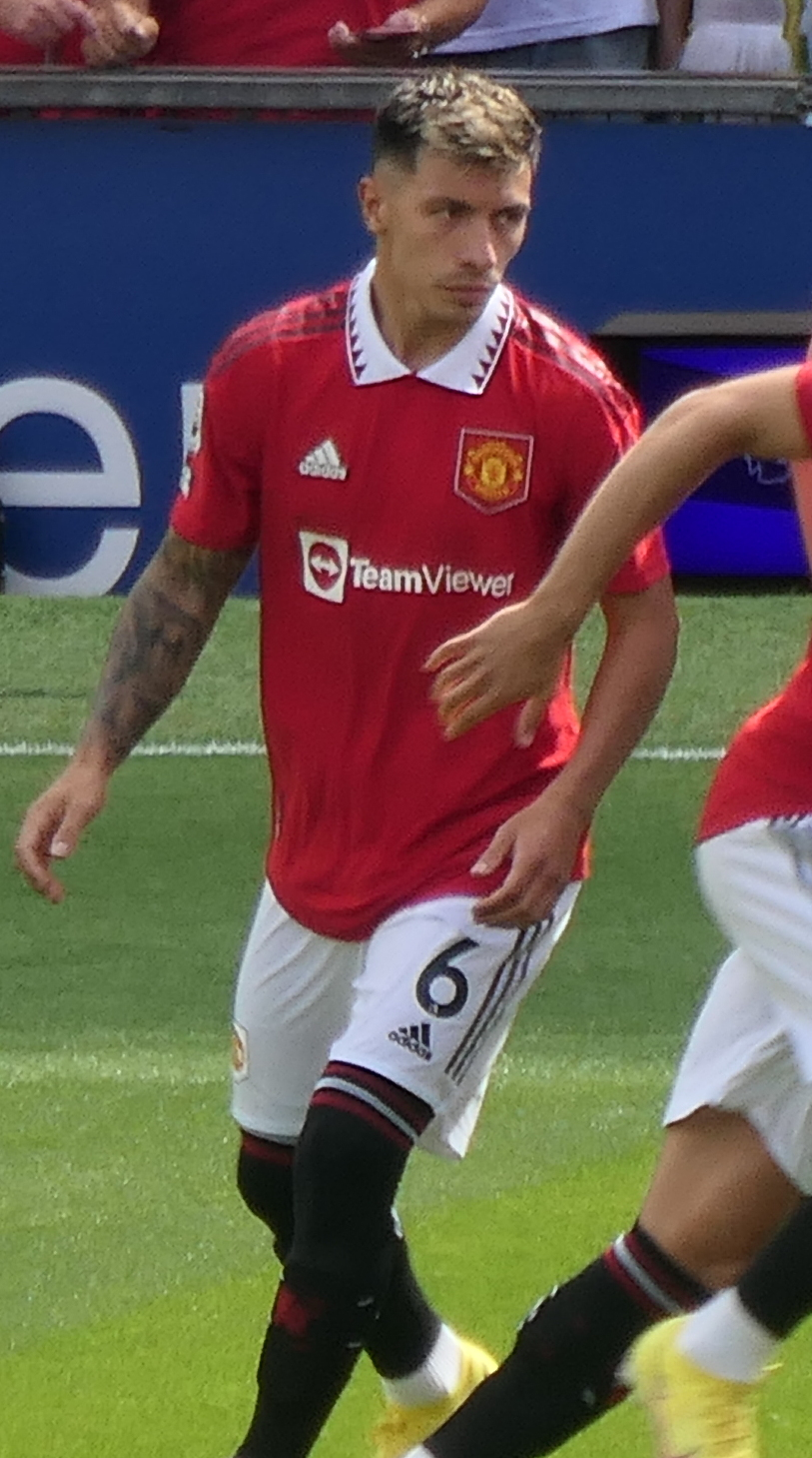
Lisandro pelo Manchester United em 2022

Foi anunciado oficialmente pelo Manchester United no dia 27 de julho de 2022, em forma de comunicado emitido através das plataformas oficiais. Os Diabos Vermelhos concordaram em pagar um inicial de 46,8 milhões de libras com mais 8,5 milhões de libras em complementos, levando o custo projetado para 55,3 milhões de libras, o que fez de Martínez o segundo zagueiro mais caro da história do clube, depois de Harry Maguire (80 milhões de libras) e a transferência mais cara de um defensor argentino. Martínez assinou com o clube inglês por cinco anos, até junho de 2027.
| “                                                        | É uma honra entrar para este grande clube de futebol. Eu trabalhei tanto para chegar a este momento e agora que eu estou aqui eu vou me esforçar ainda mais. Tive a sorte de fazer parte de equipes de sucesso na minha carreira e é isso que quero continuar no Manchester United. Houve muito trabalho para chegar a esse momento, mas acredito firmemente que sob este gerente e treinadores, e junto com meus novos companheiros de equipe, podemos fazê-lo. | ” |
| — Lisandro Martínez durante a entrevista de apresentação | |   |

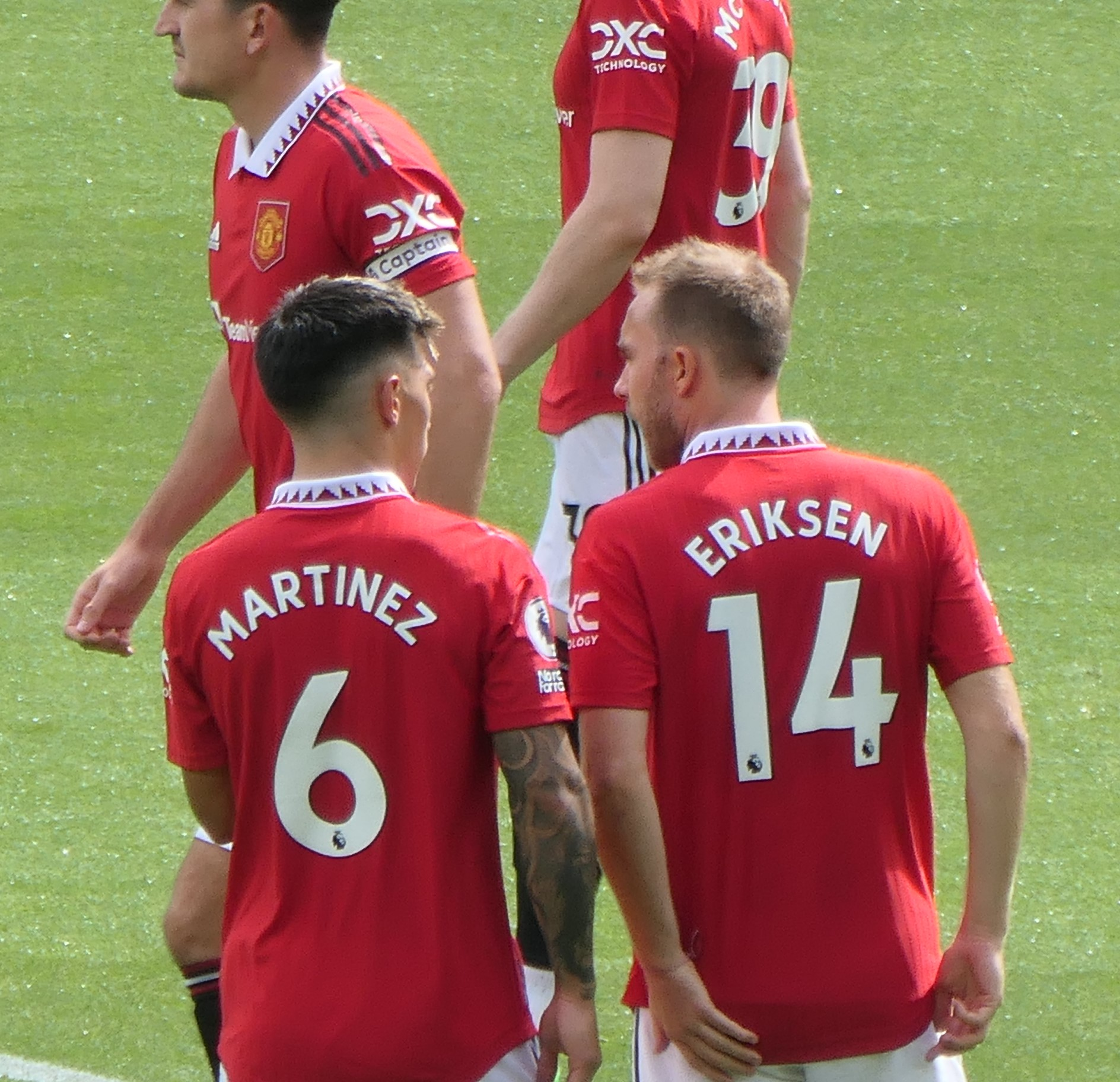
Lisandro Martínez e Christian Eriksen no United em 2022

O zagueiro estreou pelo United no dia 7 de agosto, na derrota em casa por 2–1 para o Brighton & Hove Albion, válida pela 1ª rodada da Premier League. Marcou seu primeiro gol pelo clube no dia 22 de janeiro de 2023, na derrota por 3–2 contra o Arsenal, em jogo válido pela Premier League. Na ocasião, Martínez marcou o gol de cabeça, mesmo com ela enfaixada graças a uma lesão obtida na partida anterior, contra o Crystal Palace.
Conquistou seu primeiro título pelo United no dia 26 de fevereiro, quando seu time venceu o Newcastle por 2–0 e sagrou-se campeão da Copa da Liga Inglesa. Titular na final, Martínez atuou em cinco de seis partidas dos Diabos Vermelhos na competição.
Apesar de ter sofrido com uma lesão no metatarso na reta final do campeonato, Lisandro firmou-se na zaga titular, dividindo a posição, essencialmente, com Raphaël Varane, e tão logo virou um dos pilares defensivos do time vermelho. Ele terminou sua primeira temporada com 45 jogos e um gol marcado.

#### 2023–24
O argentino estreou com a equipe na primeira rodada da Premier League, mas lesionou-se no pé ainda nas primeiras rodadas. Ele só retornou aos gramados após a virada do ano, em 14 janeiro de 2024, mas realizou três partidas até lesionar-se novamente, desta vez no joelho. A previsão para o seu retorno era de dois meses.
Martínez sofreu com diversas lesões ao longo da temporada, e com isso, disputou somente 14 partidas pelo United. No entanto, pôde enfrentar o rival Manchester City na final da Copa da Inglaterra. Apesar de não ter atuado os 90 minutos, o argentino esteve presente na vitória por 2–1 que garantiu o título dos Diabos Vermelhos.
A presença do jogador no time titular foi muito positiva para a equipe, já que ele era um dos pilares defensivos do time. Sua performance na partida foi reconhecida não só pelos torcedores, mas também por Wayne Rooney, ídolo do Manchester United, e também por Josep Guardiola, treinador da equipe rival. Em entrevista após o apito final, Pep tratou de elogiar o zagueiro, colocando-o como um dos principais jogadores da posição na atualidade:
| “                                                                                     | Lisandro Martínez está entre os cinco melhores zagueiros do mundo. Ele fez a diferença neste jogo com seus passes através da nossa defesa. | ” |
| — Pep Guardiola, treinador do Manchester City, sobre a qualidade de Lisandro Martínez | |   |

#### 2024–25
Lisandro começou sua temporada atuando em uma posição diferente. Sua estatura de 1,75 m fez com que o treinador Erik ten Hag optasse por buscar Leny Yoro para ocupar a função de zagueiro. Mesmo sem o francês em campo, o comandante deslocou o argentino para a lateral-esquerda na derrota contra o Manchester City em agosto, pela Supercopa da Inglaterra. O jogo terminou empatado em 1–1, foi para os pênaltis e Martínez até converteu sua cobrança, mas Jadon Sancho e Jonny Evans desperdiçaram.
O início de temporada, coletivamente, foi irregular. Yoro havia se lesionado antes mesmo de estrear oficialmente e coube a Martínez figurar na linha de defesa, por vezes como zagueiro e, em menos oportunidades, como lateral-esquerdo. O desempenho do time, no entanto, foi bem abaixo do esperado, e isso culminou na demissão de ten Hag em outubro. Enquanto ainda era treinado pelo neerlandês, Martínez foi nomeado o capitão do time numa partida contra o Fenerbahçe, válida pela Liga Europa da UEFA.

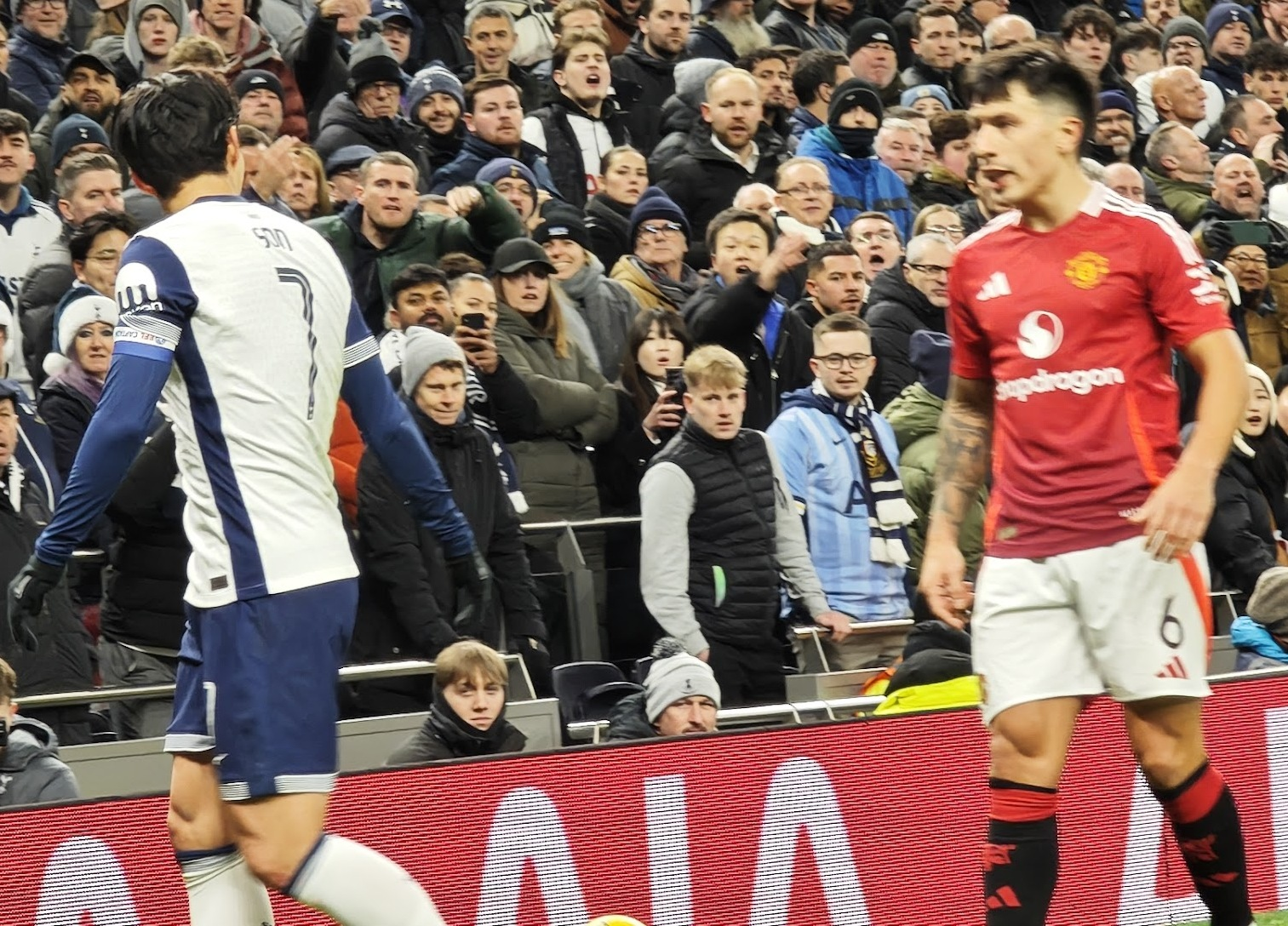
Lisandro e Son discutindo em partida da Copa da Liga Inglesa.

Lisandro foi regularmente utilizado por todos os treinadores da época, seja fazendo dupla ou trio de zaga – este último após a chegada de Ruben Amorim ao comando da equipe vermelha. No entanto, o desempenho coletivo passou a ruir ao longo dos jogos e a equipe carecia de bons resultados.
Mesmo com o argentino marcando dois gols, sendo um tento no clássico diante o Liverpool e outro um gol solitário em uma vitória simples diante o Fulham, os Red Devils não tinham consistência no sistema defensivo, caíram muitas posições e sofreram eliminações nas Copas nacionais com apenas três jogos. Na Copa da Liga, Martínez ficou marcado por uma discussão com Son Heung-min momentos antes do coreano fazer um Gol olímpico que eventualmente eliminaria o time de Manchester.
No dia 6 de fevereiro de 2025, após um choque em partida da Premier League contra o Crystal Palace, o zagueiro rompeu o ligamento cruzado e perdeu todo o restante da temporada. Desse modo, fez apenas 20 jogos e dois gols e careceu de títulos coletivos. O clube ainda chegou na decisão da Liga Europa diante o Tottenham Hotspur, mas Amorim tivera de colocar Luke Shaw compondo o trio de defesa – mesmo este sendo um zagueiro – e o gol do título dos Lillywhites aconteceu justamente após uma falha do atleta improvisado.

## Seleção Nacional

### Sub-20
Martínez atuou em quatro jogos pela Argentina Sub-20 no Campeonato Sul-Americano de Futebol Sub-20 de 2017. O primeiro jogo foi na  primeira fase contra a Venezuela, enquanto os outros três foram durante a fase final, quando a Argentina terminou em 4º lugar e se classificou para a Copa do Mundo Sub-20 de 2017, na Coreia do Sul. O zagueiro chegou a ser convocado para a Copa do Mundo Sub-20, mas não atuou na competição.

### Sub-23
Foi convocado para a Argentina Sub-23 em setembro de 2019, sendo chamado pelo técnico Fernando Batista para um amistoso contra a Bolívia como preparatório para as Olimpíadas de Tóquio. Na ocasião, a Argentina goleou por 5–0.

### Principal

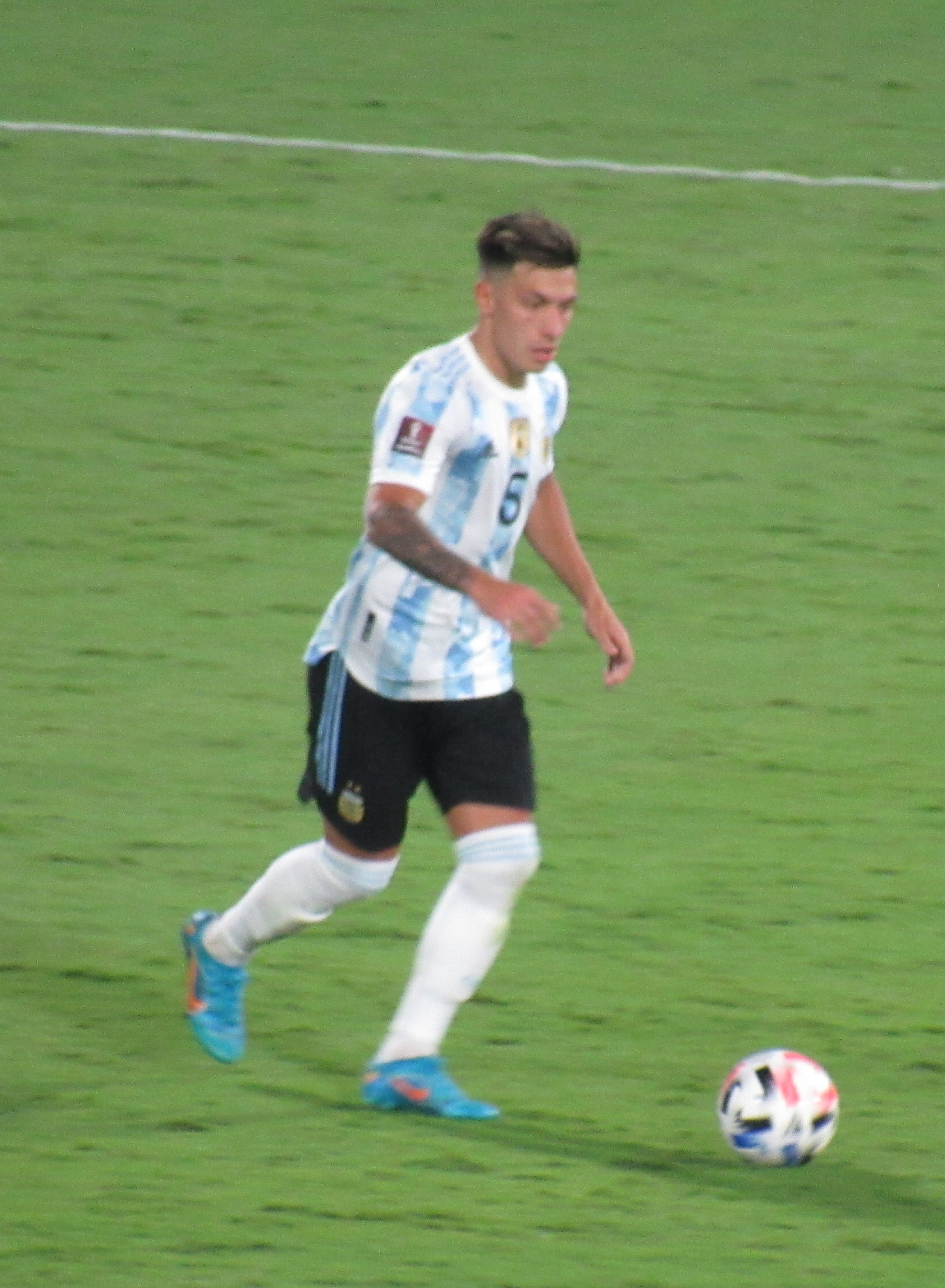
Lisandro em campo pelas Eliminatórias da Copa do Mundo de 2022

No dia 7 de março de 2019, Martínez recebeu a sua primeira primeira convocação para a Seleção Argentina principal. O zagueiro estreou pela Albiceleste no dia 22 de março, na derrota por 3–1 para a Venezuela, num amistoso disputado em Madrid.
Martínez foi convocado pelo técnico Lionel Scaloni no dia 16 de maio de 2021, para dois jogos das Eliminatórias da Copa do Mundo de 2022, contra o Chile e a Colômbia, nos dias 3 e 8 de junho, respectivamente.

#### Copa América de 2021
Já no dia 11 de junho, esteve na lista dos 28 convocados por Scaloni para a Copa América de 2021, realizada no Brasil. Martínez atuou em apenas uma partida na competição, sendo titular contra a Bolívia no último jogo da fase de grupos. Os argentinos golearam por 4–1 e classificaram-se para as quartas de final de forma invicta. Posteriormente a Argentina sagrou-se campeã ao bater o Brasil por 1–0 na final, acabando com um jejum de 28 anos sem títulos.

#### Copa do Mundo de 2022
Pouco mais de um ano depois, no dia 11 de novembro, Martínez foi um 26 dos convocados para a Copa do Mundo de 2022 realizada no Catar.
O jogador atuou em cinco dos sete jogos da Argentina na competição, ficando de fora da vitória por 2–0 contra a Polônia, pelo último jogo da fase de grupos, e também da final contra a França, em que os argentinos foram campeões após a vitória na disputa por pênaltis.

#### Copa América de 2024

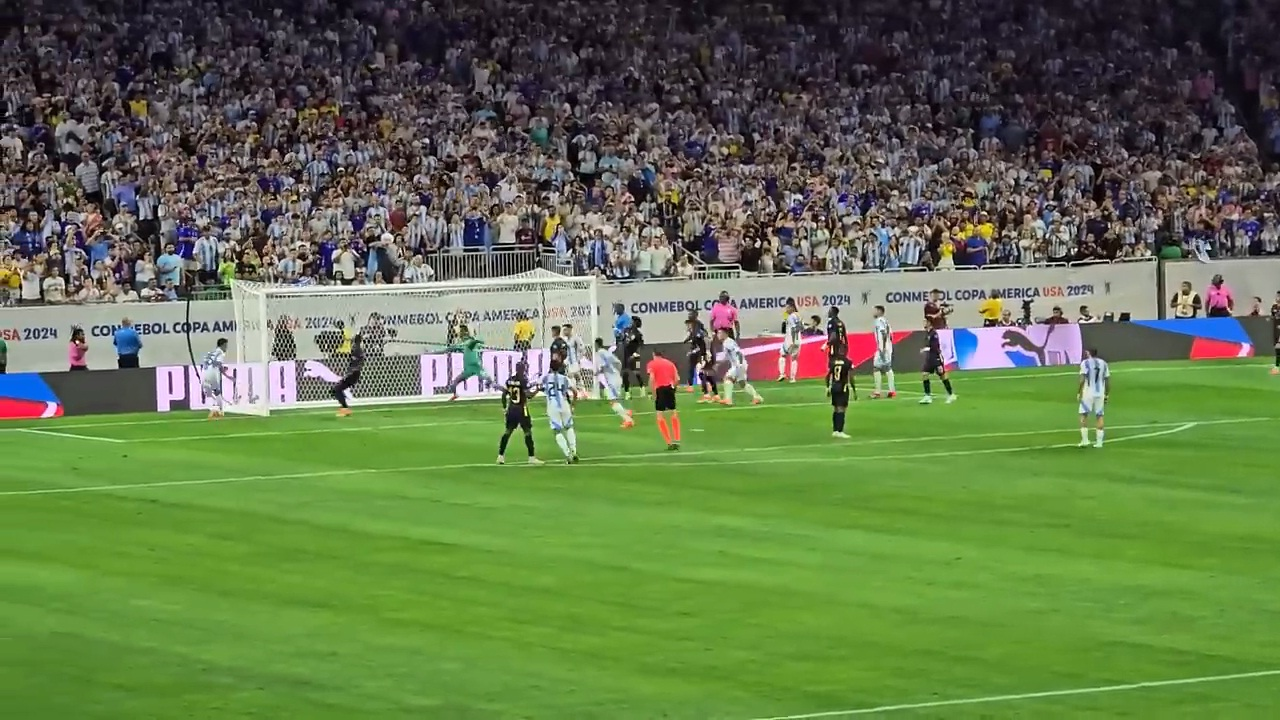
Martínez marcando um gol pela Argentina na Copa América de 2024

Em junho de 2024, Lisandro Martínez foi um dos 26 convocados por Lionel Scaloni para a Copa América realizada nos Estados Unidos. Ao lado de Cristian Romero, o jogador formou a dupla de zaga titular da Argentina na competição em que se sagraram campeões. O técnico Scaloni o surpreendeu ao colocá-lo no time, porém Martínez mostrou todo o seu potencial: apesar de não ser alto, foi muito bem nos duelos aéreos, fez ótimas interceptações e teve uma boa taxa de precisão nos passes. O zagueiro ainda marcou seu primeiro gol pela Argentina, no dia 4 de julho, no empate em 1–1 contra o Equador.

## Estatísticas
Atualizadas até 7 de maio de 2022

### Clubes
| Equipe             | Temporada         | Campeonato nacional | Campeonato nacional | Campeonato nacional | Copa nacional[a] | Copa nacional[a] | Copa nacional[a] | Competições continentais[b] | Competições continentais[b] | Competições continentais[b] | Outros torneios[c] | Outros torneios[c] | Outros torneios[c] | Total | Total | Total   |
| Equipe             | Temporada         | Jogos               | Gols                | Assist.             | Jogos            | Gols             | Assist.          | Jogos                       | Gols                        | Assist.                     | Jogos              | Gols               | Assist.            | Jogos | Gols  | Assist. |
| ------------------ | ----------------- | ------------------- | ------------------- | ------------------- | ---------------- | ---------------- | ---------------- | --------------------------- | --------------------------- | --------------------------- | ------------------ | ------------------ | ------------------ | ----- | ----- | ------- |
| Newell's Old Boys  | 2016–17           | 1                   | 0                   | 0                   | —                | —                | —                | —                           | —                           | —                           | —                  | —                  | —                  | 1     | 0     | 0       |
| Newell's Old Boys  | Total             | 1                   | 0                   | 0                   | 0                | 0                | 0                | 0                           | 0                           | 0                           | 0                  | 0                  | 0                  | 1     | 0     | 0       |
| Defensa y Justicia | 2016–17           | 21                  | 1                   | 0                   | —                | —                | —                | 7                           | 0                           | 2                           | —                  | —                  | —                  | 28    | 1     | 2       |
| Defensa y Justicia | 2017–18           | 25                  | 2                   | 3                   | 2                | 0                | 0                | 2                           | 0                           | 0                           | —                  | —                  | —                  | 29    | 2     | 3       |
| Defensa y Justicia | Total             | 46                  | 3                   | 3                   | 2                | 0                | 0                | 9                           | 0                           | 2                           | 0                  | 0                  | 0                  | 57    | 3     | 5       |
| Ajax               | 2019–20           | 24                  | 2                   | 1                   | 4                | 0                | 0                | 12                          | 0                           | 0                           | 1                  | 0                  | 0                  | 41    | 2     | 1       |
| Ajax               | 2020–21           | 26                  | 3                   | 1                   | 5                | 0                | 0                | 11                          | 0                           | 0                           | —                  | —                  | —                  | 42    | 3     | 1       |
| Ajax               | 2021–22           | 24                  | 1                   | 3                   | 4                | 0                | 0                | 8                           | 0                           | 0                           | 1                  | 0                  | 0                  | 36    | 1     | 3       |
| Ajax               | Total             | 74                  | 6                   | 5                   | 12               | 0                | 0                | 31                          | 0                           | 0                           | 2                  | 0                  | 0                  | 119   | 6     | 5       |
| Total na carreira  | Total na carreira | 121                 | 8                   | 8                   | 15               | 0                | 0                | 40                          | 0                           | 2                           | 2                  | 0                  | 0                  | 177   | 9     | 10      |

- a. ^ Jogos da Copa Argentina e Copa KVB
- b. ^ Jogos da Copa Sul-americana, Liga Europa e Liga dos Campeões
- c. ^ Jogos do Supercopa dos Países Baixos

### Seleção Argentina
Abaixo, todos os jogos de Martínez pela Seleção Argentina

#### Sub-20
| #  | Data                    | Local                                       | Resultado | Adversário       | Gols | Competição                              |
| -- | ----------------------- | ------------------------------------------- | --------- | ---------------- | ---- | --------------------------------------- |
| 1. | 27 de janeiro de 2017   | Estádio Olímpico de Ibarra, Ibarra, Equador | 0–0       | Venezuela Sub-20 | 0    | Campeonato Sul-Americano Sub-20 de 2017 |
| 2. | 30 de janeiro de 2017   | Estádio Olímpico Atahualpa, Quito, Equador  | 3–0       | Uruguai Sub-20   | 0    | Campeonato Sul-Americano Sub-20 de 2017 |
| 3. | 5 de fevereiro de 2017  | Estádio Olímpico Atahualpa, Quito, Equador  | 3–0       | Equador Sub-20   | 0    | Campeonato Sul-Americano Sub-20 de 2017 |
| 4. | 11 de fevereiro de 2017 | Estádio Olímpico Atahualpa, Quito, Equador  | 2–0       | Venezuela Sub-20 | 0    | Campeonato Sul-Americano Sub-20 de 2017 |

#### Sub-23
| #  | Data                  | Local                                                   | Resultado | Adversário      | Gols | Competição |
| -- | --------------------- | ------------------------------------------------------- | --------- | --------------- | ---- | ---------- |
| 1. | 4 de setembro de 2019 | Estádio Florencio Sola, Banfield, Argentina             | 5–0       | Bolívia Sub-23  | 0    | Amistoso   |
| 2. | 8 de setembro de 2019 | Estádio Diego Armando Maradona, Buenos Aires, Argentina | 3–1       | Colômbia Sub-23 | 0    | Amistoso   |

#### Seleção Principal
| #  | Data                | Local                                                | Resultado | Adversário | Gols | Competição                             |
| -- | ------------------- | ---------------------------------------------------- | --------- | ---------- | ---- | -------------------------------------- |
| 1. | 22 de março de 2019 | Estádio Metropolitano de Madrid, Uruguai             | 1–3       | Venezuela  | 0    | Amistoso                               |
| 2. | 4 de junho de 2021  | Estádio Único Madre de Ciudades, Santiago del Estero | 1–1       | Chile      | 0    | Eliminatórias da Copa do Mundo de 2022 |
| 3. | 28 de junho de 2021 | Arena Pantanal, Goiânia                              | 4–1       | Bolívia    | 0    | Copa América de 2021                   |

## Estilo de jogo
Martínez é zagueiro de ofício, embora tenha uma boa saída de bola e um bom passe, que o fizeram capaz de jogar como volante, tendo jogado nessa posição algumas vezes no Defensa y Justicia e no Ajax.

## Títulos
Ajax
- Supercopa dos Países Baixos: 2019
- Eredivisie: 2020–21 e 2021–22
- Copa dos Países Baixos: 2020–21

Manchester United
- Copa da Liga Inglesa: 2022–23
- Copa da Inglaterra: 2023–24

Seleção Argentina
- Copa América: 2021 e 2024
- Copa dos Campeões CONMEBOL–UEFA: 2022
- Copa do Mundo FIFA: 2022